# Skvalen metiltransferaza
Skvalen metiltransferaza (EC 2.1.1.262, TMT-1, TMT-2) je enzim sa sistematskim imenom S-adenozil--metionin:skvalen C-metiltransferaza. Ovaj enzim katalizuje sledeću hemijsku reakciju
2 -adenozil--metionin + skvalen {\displaystyle \rightleftharpoons } 2 S-adenozil--homocistein + 3,22-dimetil-1,2,23,24-tetradehidro-2,3,22,23-tetrahidroskvalen (sveukupna reakcija)
(1a) -adenozil--metionin + skvalen {\displaystyle \rightleftharpoons } -adenozil--homocistein + 3-metil-1,2-didehidro-2,3-dihidroskvalen
(1b) -adenozil--metionin + 3-metil-1,2-didehidro-2,3-dihidroskvalen {\displaystyle \rightleftharpoons } -adenozil--homocistein + 3,22-dimetil-1,2,23,24-tetradehidro-2,3,22,23-tetrahidroskvalen
Dve izoforme sa različitom specifičnošću su izolovane iz zelene alge Botryococcus braunii BOT22.

## Literatura
- Nicholas C. Price; Lewis Stevens (1999). Fundamentals of Enzymology: The Cell and Molecular Biology of Catalytic Proteins (Third изд.). USA: Oxford University Press. ISBN 019850229X.
- Eric J. Toone (2006). Advances in Enzymology and Related Areas of Molecular Biology, Protein Evolution (Volume 75 изд.). Wiley-Interscience. ISBN 0471205036.
- Branden C; Tooze J. Introduction to Protein Structure. New York, NY: Garland Publishing. ISBN 0-8153-2305-0.
- Irwin H. Segel. Enzyme Kinetics: Behavior and Analysis of Rapid Equilibrium and Steady-State Enzyme Systems (Book 44 изд.). Wiley Classics Library. ISBN 0471303097.

## Spoljašnje veze
- Squalene+methyltransferase на 